# Macellina dentata
Macellina dentata är en insektsart som först beskrevs av Carl Stål 1875.  Macellina dentata ingår i släktet Macellina och familjen Diapheromeridae. Inga underarter finns listade i Catalogue of Life.